# Bidigești, Alba
Bidigești este un sat în comuna Ciuruleasa din județul Alba, Transilvania, România.